# Louise Juliane von Erbach
Louise Juliane zu Erbach (* 1603 auf Schloss Fürstenau bei Michelstadt; † 28. September 1670 in Friedewald) war durch Heirat Gräfin von Sayn-Wittgenstein-Sayn, das sie auch zeitweise vormundschaftlich regierte. In Erinnerung blieb sie durch den Heimatroman Die Gräfin von Sayn von Karl Ramseger-Mühle.

## Leben
Louise Juliane wurde im Jahre 1603 als Tochter des Grafen Georg III. von Erbach und dessen Ehefrau Maria von Barby-Mühlingen geboren. Im Januar 1624 heiratete sie den gerade zur Regierung gelangten Grafen Ernst von Sayn-Wittgenstein-Sayn. Dessen Vater war Graf Wilhelm III. von Sayn-Wittgenstein, der durch seine Heirat mit Anna Elisabeth von Sayn die Sayner noch einmal geeint und die neue Linie Sayn-Wittgenstein-Sayn gegründet hatte. Aus Wilhelms III. zweiter Ehe mit Anna-Ottilie von Nassau-Weilburg entstammten drei weitere Söhne, die nach dem Tode von Julianes Sohn, dem Erbgrafen Ludwig, ihr das Erbe streitig machten.
Das junge Paar lebte im Schloss zu Hachenburg und bekam dort sieben Kinder, darunter der Erbgraf Ludwig. Vier der Töchter starben schon in frühem Alter. Während des Dreißigjährigen Krieges, als Ernst in Kriegsdiensten stand, führte Louise Juliane die Regierungsgeschäfte. Auf dem Reichstag 1632 in Frankfurt am Main, wo Ernst beim Schwedenkönig Gustav Adolf Hilfe für sein bedrängtes Land suchte, starb Graf Ernst im Alter von nur 32 Jahren. In seinem Testament hatte er Louise Juliane die Regentschaft für seinen minderjährigen Sohn Ludwig übertragen und weiter verfügt, dass im Falle eines vorzeitigen Ablebens des Erbgrafen seine beiden überlebenden Töchter die Grafschaft erben sollten. Dieses Testament veranlasste Louise Juliane, keine neue Ehe einzugehen. Sie regierte mit Geschick, aber bereits im Jahre 1636 starb Erbgraf Ludwig, noch nicht sieben Jahre alt. Mit ihm erlosch der Mannesstamm der Linie Sayn-Wittgenstein-Sayn. In Nichtachtung des Testaments zwang der Stiefbruder des Grafen Ernst, Ludwig Casimir von Sayn-Wittgenstein die Mutter, die Grafschaft den Stiefbrüdern ihres Mannes zu übergeben. Nach zwei Monaten widerrief Louise Juliane ihre Einwilligung. Daraufhin wurde Altenkirchen von dem jüngsten Stiefbruder, dem Grafen Christian, besetzt, Hachenburg wurde von Kurköln belagert und durch Aushungern zur Übergabe gezwungen. Louise Juliane floh zur Freusburg, wo ihr Kurtrier das gleiche Schicksal bereitete, bis sie endlich in Schloss Friedewald einen sicheren Wohnsitz fand. Von dort aus kämpfte sie um die Rechte ihrer Töchter beim Reichskammergericht in Wetzlar und beim Kaiser selbst. Erst bei den Friedensverhandlungen 1648 in Münster und Osnabrück, wohin sie ihre Räte entsandte, wurden ihre Rechte, besonders mit Hilfe der Schweden, erneut bestätigt, und sie erhielt darauf einen Teil ihres Landes nach dem anderen zurück. 1652 legte sie die Regentschaft in die Hände ihrer Töchter, die in drei Teilungsverträgen das Land in die Grafschaft Sayn-Altenkirchen und die Grafschaft Sayn-Hachenburg teilten.
Am 16. September 1670 starb Louise Juliane in Friedewald und wurde neben ihrem Ehemann und Sohn in der Gruft der Hachenburger Schlosskirche beigesetzt.

## Nachkommen
Aus der Ehe mit Ernst von Sayn-Wittgenstein (* 26. August 1594; † 22. Mai 1632) entstammen folgende Kinder:
- Ludwig, (1628–1636)
- Ernestine (* 23. April 1626; † 13. Oktober 1661)

⚭ Salentin Ernst von Manderscheid-Blankenheim (1630–1705)
- Charlotte, († 1629)
- Luise, (* 1629. † ?)
- Maria Elisabeth, (1630–1631)
- Johannette (Johanna) (1632–1701)

⚭ 1647 Landgraf Johannes von Hessen-Braubach (1609–1651)
⚭ 1661 Herzog Johann Georg von Sachsen-Eisenach (1634–1686)

## Die Teilung
Der Hachenburger Teil, die Grafschaft Sayn-Hachenburg, gelangte durch Louise Julianes Tochter Ernestine, die mit Graf Salentin Ernst von Manderscheid-Blankenheim verheiratet war, an die Grafen von Manderscheid, dann durch Ernestines Tochter an die Burggrafen von Kirchberg und 1799 an Nassau-Weilburg.
Der Altenkirchener Teil, die Grafschaft Sayn-Altenkirchen, kam durch Vermählung ihrer Tochter Johannetta (oder auch Johanna) an Herzog Johann Georg von Sachsen-Eisenach, mit dem sie in zweiter Ehe verheiratet war. Nach Erlöschen seines Stammes 1741 ging der Besitz an Brandenburg-Ansbach, 1791 an Preußen und 1803 an Nassau-Usingen.